# Trollhättans landskommun
Trollhättans landskommun var en kommun i dåvarande Älvsborgs län.

## Administrativ historik
Vid kommunreformen 1862 övergick socknens ansvar för de kyrkliga frågorna till församlingarna och för de borgerliga frågorna till kommunerna. I Trollhättans socken i Väne härad i Västergötland bildade då denna kommun. 
1916 ombildades denna landskommun till Trollhättans stad som 1971 ombildades till Trollhättans kommun.

## Trollhättans municipalsamhälle
Genom ett kungligt brev av 5 juni 1896 (som föregåtts av ett tidigare kungligt brev av 26 augusti 1881) skulle för en mindre del av samhället Trollhättan byggnads-, ordnings-, brand och hälsovårdsstadgar tillämpas, vilket var brukligt att se som etableringen av ett municipalsamhälle. Några separat styrorgan inrättades dock inte. En förordning från 27 maj 1898 krävde sedan detta samt en striktare införande av de ovan nämna stadgarna, vilket Trollhättans kommunen ogillade. Och kommunens önskemål om undantag från lagen godkändes av Kungl Maj:t i brev av 16 juni 1899, vilket innebar att lagen från 27 maj 1898 inte ägde tillämplighet på Trollhättan. 1911 bekräftades att Trollhättan inte var ett municipalsamhälle. I och med ombildningen av kommunen  till stad 1 januari 1916 var frågan om municipalsamhälle inte längre aktuell.